# ZZz
Gli zZz sono un gruppo musicale rock olandese formatosi ad Amsterdam nel 2001 e formato da Björn Ottenheim e Daan Schinkel.
La loro canzone OFG è stata usata nella colonna sonora del videogioco Driver: Parallel Lines. La canzone Soul è presente nella colonna sonora del videogioco Driver: San Francisco del 2011.

## Discografia

### Album in studio
- 2005 - Sound of zZz
- 2008 - Running with the Beast
- 2015 - Juggernaut

### Album live
- 2007 - Live Stroomhuis Eindhoven

## Membri
- Björn Ottenheim - voce, batteria
- Daan Schinkel - organo